# Бонсак, Джеймс Альберт
Джеймс Альберт Бонсак (англ. James Albert Bonsack; 1859—1924) — американский изобретатель, который разработал первую машину для скручивания сигарет и запатентовал её.

## Биография
Родился 9 октября 1859 года на невключённой территории Бонсак в восточной части округа Роанок, штат Виргиния. Его отец — Джейкоб Бонсак, владел шерстяной фабрикой, где Джеймс впервые познакомился с промышленным оборудованием.
В 1878 году он был принят в лютеранский Roanoke College, но решил уйти, чтобы работать над проектированием машины для скручивания сигарет, так как табачная компания Allen & Ginter (Ричмонд, Виргиния) в 1875 году объявила приз в размере 75 000 долларов США за изобретение машины, способной скручивать сигареты. До этого сигареты скручивали вручную, они являлись предметом роскоши, но становились всё более популярными. Медленный процесс ручного их изготовления — квалифицированный работник мог производить в среднем только четыре сигареты в минуту — был недостаточен для удовлетворения растущего спроса.

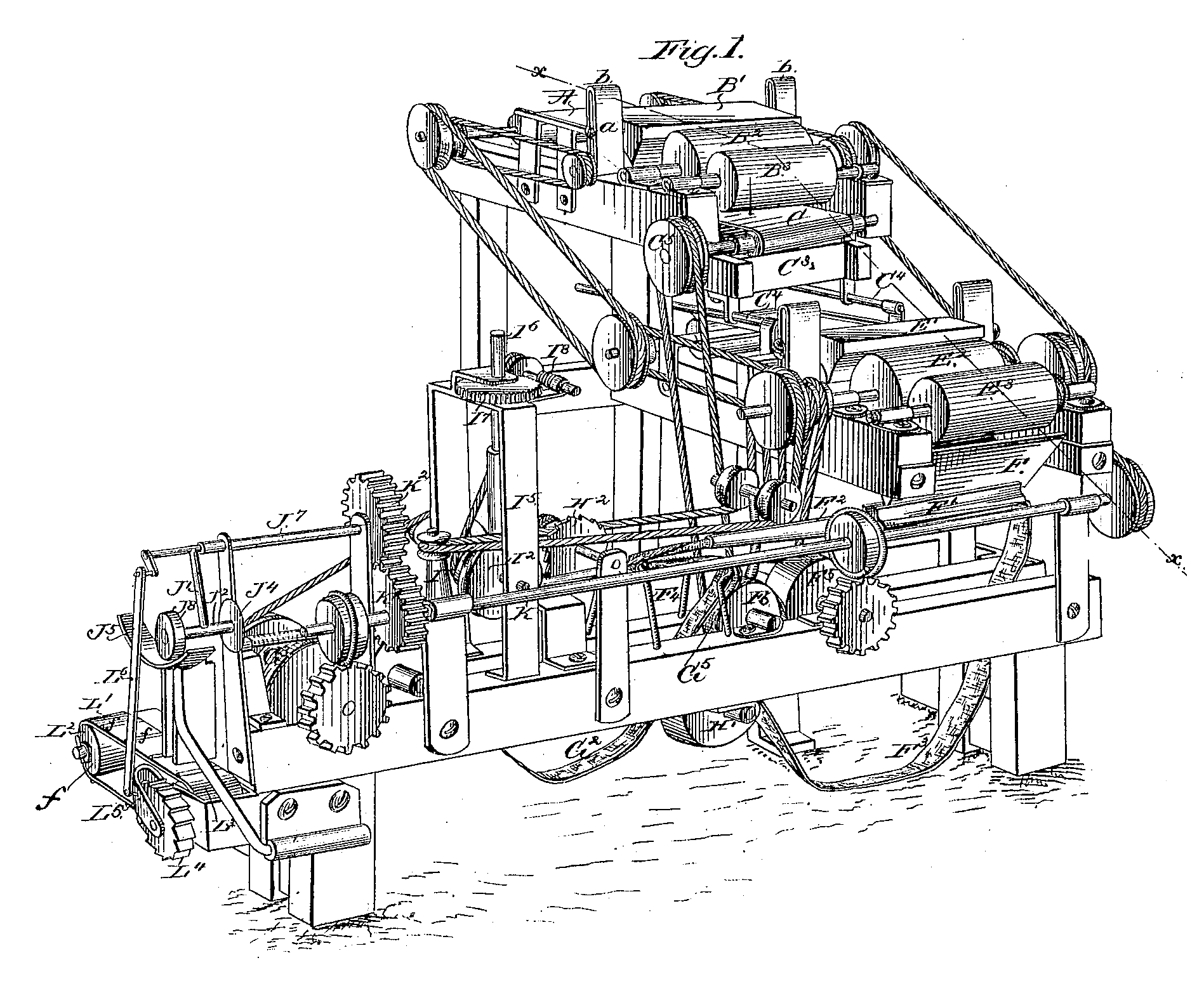
Чертёж машины Джеймса Бонсака

Бросив учёбу в колледже, Джеймс Бонсак принял вызов Allen & Ginter, чтобы заняться созданием такой машины. К 1880 году у него был первый рабочий прототип, который сгорел во время хранения в Линчберге, штат Виргиния. Бонсак восстановил машину и 4 сентября 1880 года подал заявку на патент, который был выдан в следующем году (патенты США #238640 от 8 марта 1881 года и #247 795 от 4 октября 1881 года). 27 марта 1883 года он зарегистрировал компанию Bonsack Machine Company of Virginia. Предприятие Allen & Ginter заказало машину у Бонсака, но очень быстро отказалась от её применения, стремясь сэкономить призовые деньги и опасаясь, что потребители откажутся от неручного продукта.
Гораздо удачнее было партнёрство Джеймса Бонсака с табачным промышленником Джеймсом Дьюком, позволившее полностью раскрыть изобретение Бонсака в коммерческих целях. В 1885 году Дьюк приобрёл лицензию на первую автоматическую машину по изготовлению сигарет; это позволило ему выпускать 120 000 сигарет за 10 часов (200 сигарет в минуту), что произвело революцию в производстве табачных изделий. Джеймс Дьюк даже нанял одного из механиков компании Бонсака для быстрого устранения поломок машин. 21-летний изобретатель так называемой «машины Бонсака» навсегда изменил табачную промышленность. Машина Бонсака была настолько эффективной, что к 1888 году Дьюк уволил всех работников, занимавшихся ручным скручиванием сигарет, перейдя таким образом на полностью машинное производство. Снизив в результате этого стоимость продукции, Дьюк получил конкурентное преимущество перед другими производителями и к 1890 году обеспечивал 40 % американского рынка сигарет, после чего объединил конкурировавшие с ним компании в American Tobacco Company, создав таким образом монополию.
Джеймс Бонсак безбедно прожил оставшиеся годы, получая по контракту доход от производства Джеймса Дьюка. Умер 1 июня 1924 года в Филадельфии, штат Пенсильвания. Был похоронен на кладбище West Laurel Hill Cemetery в городе Бала Синвайд.
Бонсак был женат с 1883 года на Анне Марте Мюссер (1860—1930); у них родились дети: Альберт (1884—1884), Эдвин (1886—1930), Мэри Элизабет (1889—1922), Джеймс Альберт (1896—1918).